# 四式防空気球
四式防空気球（よんしきぼうくうききゅう）は、大日本帝国海軍が開発・運用した無人の阻塞気球（防空気球）。

## 概要
第二次世界大戦時、イギリス軍による阻塞気球の運用について情報を得た海軍は、相模海軍工廠にて防空気球の研究を進め、気球による防御の効果を測るべく、門司および下関にて都市や水路の、豊後水道上の航空母艦「鳳翔」にて艦船の防御についての実験を行った。これらの実験によって、航空機による地上への銃撃や急降下爆撃を阻害する効果が実証されたため、1944年（昭和19年）より神奈川県などの中学生・女学生を学徒勤労動員した上で量産を開始し、翌1945年（昭和20年）にかけて計460個が生産された。
気嚢は球形で、球皮には両面にコンニャク糊を機械塗布した和紙を用いている。ただし、手漉きの和紙は、同様の工程で製造される風船爆弾の原料とするべく陸軍が独占的に使用していたため、生産に際しては日本紙業や高知製紙の協力のもと、機械漉きによる和紙の製造法が新たに考案されている。繋留索は絹組紐。浮揚ガスは水素で、液体アンモニアを新開発の水素発生装置（一型と二型が存在する）で分解して得る方式が採用されていたが、アンモニアの調達に支障があり、続く防空凧の開発を促すことになった。充填は気嚢下部のガス充填管から行う。

## 諸元
出典：『相模海軍工廠』 139頁。
- 気嚢直径：2.6 m
- 気嚢容積：9.28 m3
- 全重量：約2.2 kg